# Ніка Водвуд
Ні́ка Водву́д (повне ім'я: Верані́ка Сергі́ївна Водву́д, рос. Вераника Сергеевна Водвуд; нар. 20 жовтня 1993, Протвіно) — російська інтерсекційна феміністка і кіберактівістка, авторка відеоблогу Nixelpixel (Ніксель-Піксель) на YouTube.

## Біографія
Вераніка Водвуд народилась у підмосковному містечку Протвині 20 жовтня 1993 року. Її батьки — інженери-конструктори, працівники компанії «Марс». У 1999 році батьки Вераніки, відряджені у Велику Британію, переїхали з донькою у Лондон, де Вераніка прожила два роки. Повернувшись у Росію, Ніка поступила в школу в Ступині.
З 2011 року по 2015 здобувала вищу освіту на соціологічному факультеті Вищої школи економіки. Тема бакалаврської роботи — «Взаємовідносини замовників і виробників на ринку вебсайтів».
Працювала помічницею креативного директора в рекламному агентстві. З 2011 року самостійно займалася ілюстрацією. З 2017 року заробляє на своєму відеоблогу.
У 2021 році вийшла заміж і перебралася у Відень.

## Активізм
Ніка Водвуд зацікавилась ідеями фемінізму в 2013 році, ознайомившись із блогом Жені Бєлих, засновниці VK-спільноти «Сила кицьки». Власний відеоблог під назвою «Nixelpixel» Ніка започаткувала в 2016 році. Оглядаючи в своїх перших відео засади сучасного інтерсекційного фемінізму, Водвуд невільно стала авторкою мему про «стрілочку, що не розвертається».
У 2016—2017 роках побачили світ найбільш успішні її відеоролики: про знущальні стосунки, менструальні чаші, жіночу мастурбацію тощо. Тоді ж Ніка створила комікс про Песя́ (рос. «Пёся») і проілюстровала посібник Тетяни Никонової про секс для підлітків.
Згодом, здобувши популярність, стала ціллю для нападків користувачів іміджборду «Двач», а також об'єктом критики білоруського блогера Андрія Сікорського, також відомого як «Гендерфлюїдний вертосексуал» (англ. Genderfluid Helisexual).
Влітку 2017 року у батька Ніки діагностували пухлину мозку. Невдовзі він помер. Смерть батька підірвала емоційний стан Вераніки, і та знизила свою блогерську активність у наступні роки. У вересні 2019 вона навіть заявляла, що хоче припинити активістську діяльність.
Весною 2020 року Ніка Водвуд була запрошена в Нью-Йорк виступити на 64-ій сесії Комітету ООН з питань прав жінок. Однак програма сесії була усічена у зв'язку з пандемією COVID-19, і Водвуд не змогла зробити виступ.

## Оцінка діяльності
Видання «Meduza» називає Ніку Водвуд найвідомішою феміністкою Росії, а видання «Forbes» — найвідомішою кіберактивісткою Росії.